# Mantidactylus ambohimitombi
Mantidactylus ambohimitombi är en groddjursart som beskrevs av George Albert Boulenger 1919. Mantidactylus ambohimitombi ingår i släktet Mantidactylus och familjen Mantellidae. IUCN kategoriserar arten globalt som otillräckligt studerad. Inga underarter finns listade i Catalogue of Life.